# Musique libre de droits
Ne doit pas être confondu avec Musique libre.
 (août 2015).
Si vous disposez d'ouvrages ou d'articles de référence ou si vous connaissez des sites web de qualité traitant du thème abordé ici, merci de compléter l'article en donnant les références utiles à sa vérifiabilité et en les liant à la section « Notes et références ».
Le terme musique libre de droits (en anglais : royalty free music)  est utilisé dans certains pays. Il se réfère à des productions musicales dont on peut acquérir une licence d'utilisation : une fois cette licence achetée, on peut utiliser le morceau autant de fois qu'on le souhaite sans avoir à payer de redevance supplémentaire (royalties).
Cela ne signifie pas que, en achetant un morceau de musique libre de droits, on devient propriétaire du morceau. Les conditions d’utilisation sont précisées dans le contrat de licence.
Il arrive que des sociétés multimédias (cinéma, télévision, publicité, radio, internet, logiciels) aient besoin de musique pour leurs projets ; cela peut être compliqué et cher, notamment à cause des structures de paiement traditionnelles qui demandent de s’acquitter de droits supplémentaires à chaque usage. Pour répondre à la demande du marché, plusieurs sociétés, essentiellement sur internet, offrent aujourd’hui des musiques libres de droits sur leurs catalogues (music libraries).

## En France
En droit français, en 2015, et en termes strictement juridiques, la notion « libre de droits » n'existe pas. Cette appellation reste manifestement contraire au code de la propriété intellectuelle (articles L.111-1, L. 121-1, L. 131-3), notamment le droit moral concernant l'œuvre reste incessible. De plus, il est préférable d'utiliser par exemple les termes «exploitation gratuite », « sans redevance », « licence gratuite » pour éviter la confusion entre la notion de coût/gratuité et la notion de libertés accordées aux utilisateurs.
Ainsi la licence CreativeCommons CC0 ne peut y être utilisée, l'option BY sera optée par défaut.